# Trachypithecus obscurus sanctorum
O Trachypithecus obscurus sanctorum é uma das 7 subespécies de Trachypithecus obscurus.

## Estado de conservação
Esta subespécie encontra-se na lista vermelha da IUCN como vulnerável, pois embora as suas populações sejam estáveis, encontra-se numa área muito restrita da ilha St. Matthew.